# Apamea violacea
Apamea violacea là một loài bướm đêm trong họ Noctuidae.